# واجهة المبنى

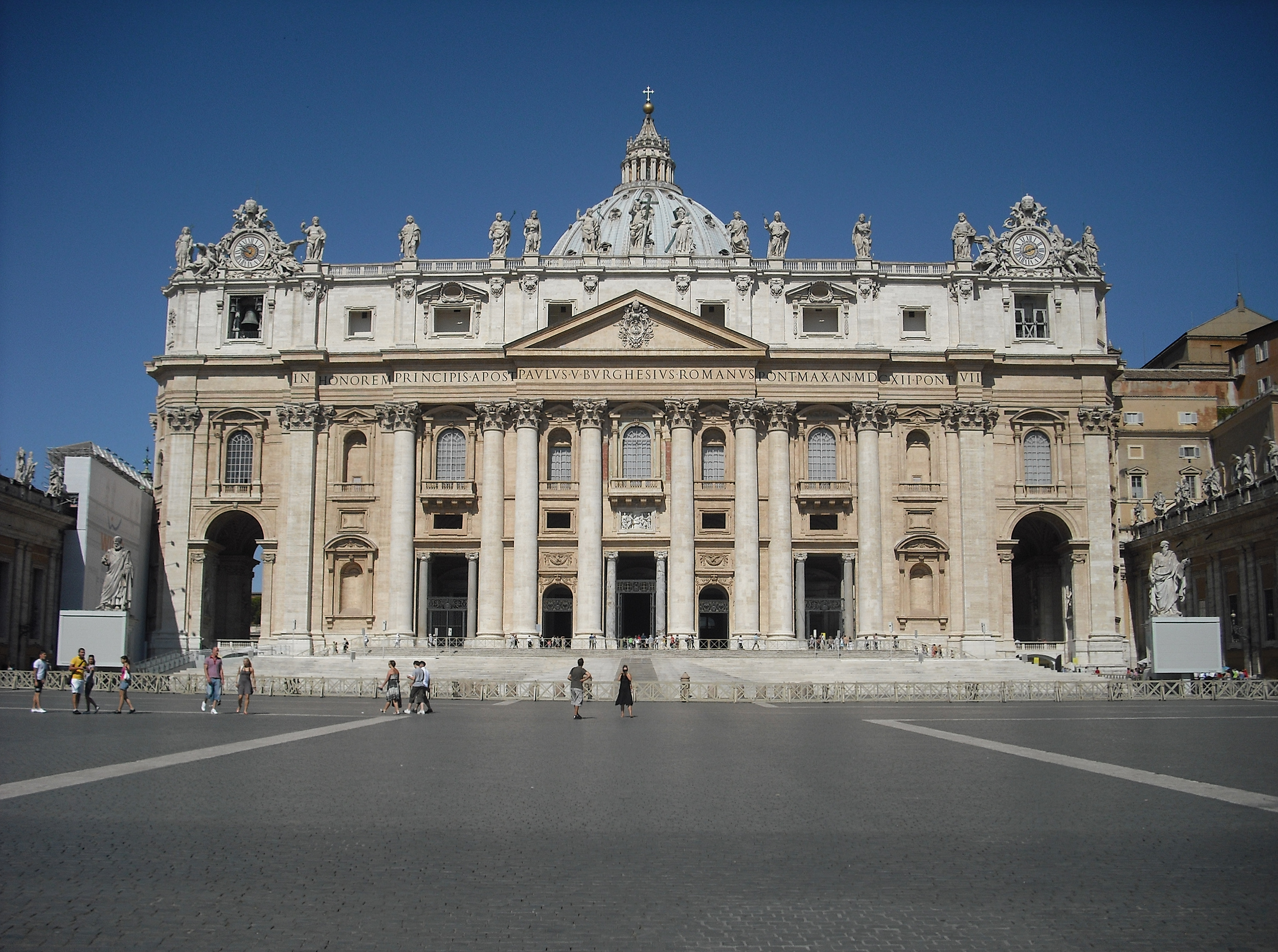
واجهة مبنى كارلو ماديرنو في كاتدرائية القديس بطرسفي مدينة الفاتيكان.

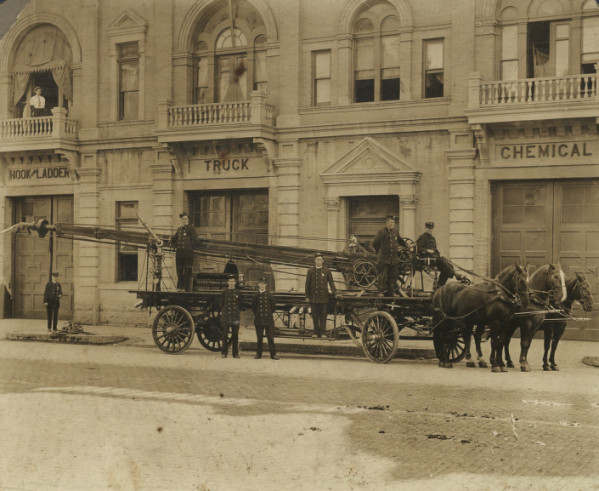
واجهة مبنى.

واجهة المبنى أو الواجهة (بالإنجليزية: Façade)‏ هي عمومًا أحد الجوانب الخارجية لأي بناء، وعادة ولكن ليس دائمًا ما يكون الجانب الأمامي. والكلمة مأخوذة من اللغة الفرنسية وتعني حرفيًا «الواجهة الأمامية» أو «الوجه».
وفي العمارة، تعد واجهة المبنى الأمامية بمثابة الجزء الأكثر أهمية من الناحية التصميمية حيث تحدد أسلوب الأجزاء المتبقية من المبنى. وكثير من الواجهات الأمامية لها قيمة تاريخية وتحدّ لوائح التقسيم المحلية أو غيرها من القوانين بدرجة كبيرة من تغيير هذه الواجهات أو حتى تحظر ذلك.

## تاريخ المصطلح الإنكليزي
تمتد جذور المصطلح الإنجليزي facade إلى الأصل الفرنسي façade الذي يأتي بدوره من الكلمة الإيطالية facciata من faccia والتي تعني وجه، وأخيرًا من الكلمة اللاتينية التي ظهرت في مرحلة ما بعد الكلاسيكية facia. أقدم استخدام مسجل بواسطة قاموس أوكسفورد الإنجليزي في عام 1656.

## واجهات المباني الجورجية وإضافتها إلى المباني القديمة
شاع كثيرًا في العصر الجورجي بالنسبة للمنازل الموجودة في المدن الإنجليزية أن يتم بناء واجهات جديدة حسنة المظهر لها. على سبيل المثال في مدينة باث، ظهرت بناية بانش أوف جريبز (Bunch of Grapes) في شارع ويستجيت (Westgate) كمبنى جورجي ولكن بدا جماله داخليًا فقط ولا تزال بعض الغرف الداخلية تحتفظ بالأسقف اليعقوبية المعتمدة على المشغولات الجصية.

## الواجهات الأمامية لناطحات السحاب
في أبنية ناطحات السحاب غالبًا ما تعلق الجدران الخارجية من الألواح الخرسانية الأرضية. وتشتمل الأمثلة على الجدران الستائرية والجدران الخرسانية مسبقة التصنيع. وأحيانًا ما تكون هناك حاجة للواجهات الأمامية للحصول على معيار مقاومة الحريق على سبيل المثال، في حالة اقتراب مبنيين من بعضهما، بهدف تقليل احتمالية انتشار النيران من أحدهما إلى الآخر.
وبشكل عام تصنع أنظمة الواجهات الأمامية المعلقة بالألواح الخرسانية مسبقة التصنيع أو الملحقة بها من الألومنيوم (وتغطى بمسحوق منه أو تطلى بأكسيد الألومنيوم) أو الصلب غير القابل للصدأ. وفي السنوات الأخيرة، ظهر في بعض الأحيان، استخدام مواد أكثر ترفًا مثل التيتانيوم ولكن بسبب تكلفتها وقابليتها لتلطيخ حافة الألواح، لم تلق هذه المواد حظًا وافرًا من الاستخدام.
وسواء تم التصنيف أم لم يتم، دائمًا تعد الحماية ضد الحرائق أمرًا يؤخذ بعين الاعتبار أثناء التصميم. وعادة ما يتم الوصول لدرجة حرارة انصهار الألومنيوم البالغة 660 درجة مئوية، خلال دقائق من بدء نشوب الحريق. ويمكن أيضًا تأهيل مراكز الإطفاء لمثل تلك وصلات المباني. ولوضع أنظمة رشاش الحريق على كل أرضية تأثيرًا إيجابيًا بدرجة كبيرة فيما يتعلق بالسلامة من الحرائق بالنسبة للمباني ذات الجدران الستائرية.
وتحدد بعض قوانين البناء أيضًا نسبة مساحة النوافذ بالجدران الخارجية. وعندما لا يصنف الجدار الخارجي، تصبح حافة اللوح المحيط رابطًا حيث تلتصق الألواح المصنفة مع الجدار غير المصنف. وبالنسبة للجدران المصنفة قد يختار الفرد أيضًا نوافذ مصنفة وأبواب مصنفة للحفاظ على تصنيف هذا الجدار.

## إعداد مواقع التصوير والمتنزهات
وفي كثير من حالات إعداد الأفلام وأيضًا في غالبية الأماكن الجذابة ذات الطباع الخاصة، تكون المباني مجرد واجهات، حيث تقل تكلفتها كثيرًا عن المباني الفعلية، علاوة على أنها لا تخضع إلى قوانين البناء (في إعداد مواقع تصوير الأفلام). ففي إعداد مواقع تصوير الأفلام، تُرفع الواجهات ببساطة بواسطة دعائم من الخلف وأحيانًا تحتوي على صناديق للممثلين للدخول والخروج من المقدمة في حالة الضرورة بالنسبة إلى المشهد (تصوير سينمائي). وفي المتنزهات الترفيهية عادة ما تكون المباني عبارة عن ديكور للعبة/مكان الجذب/المطعم الداخلي، والتي تعتمد على تصميم بنائي بسيط.

## معرض الصور

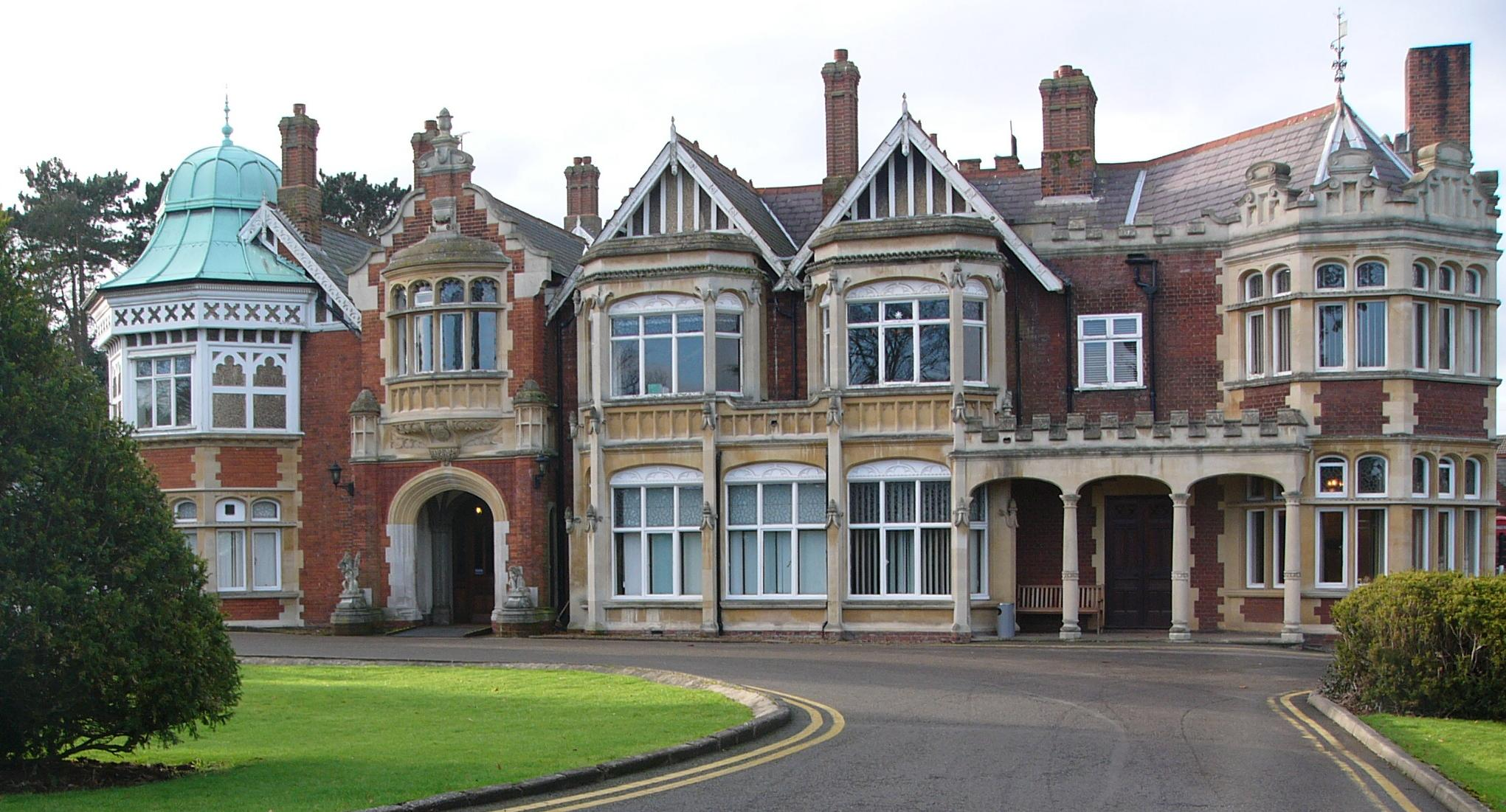
الواجهة الأمامية في حديقة بلتشلي (Bletchley Park) في المملكة المتحدة وهي مزيج من الطرز المعمارية.
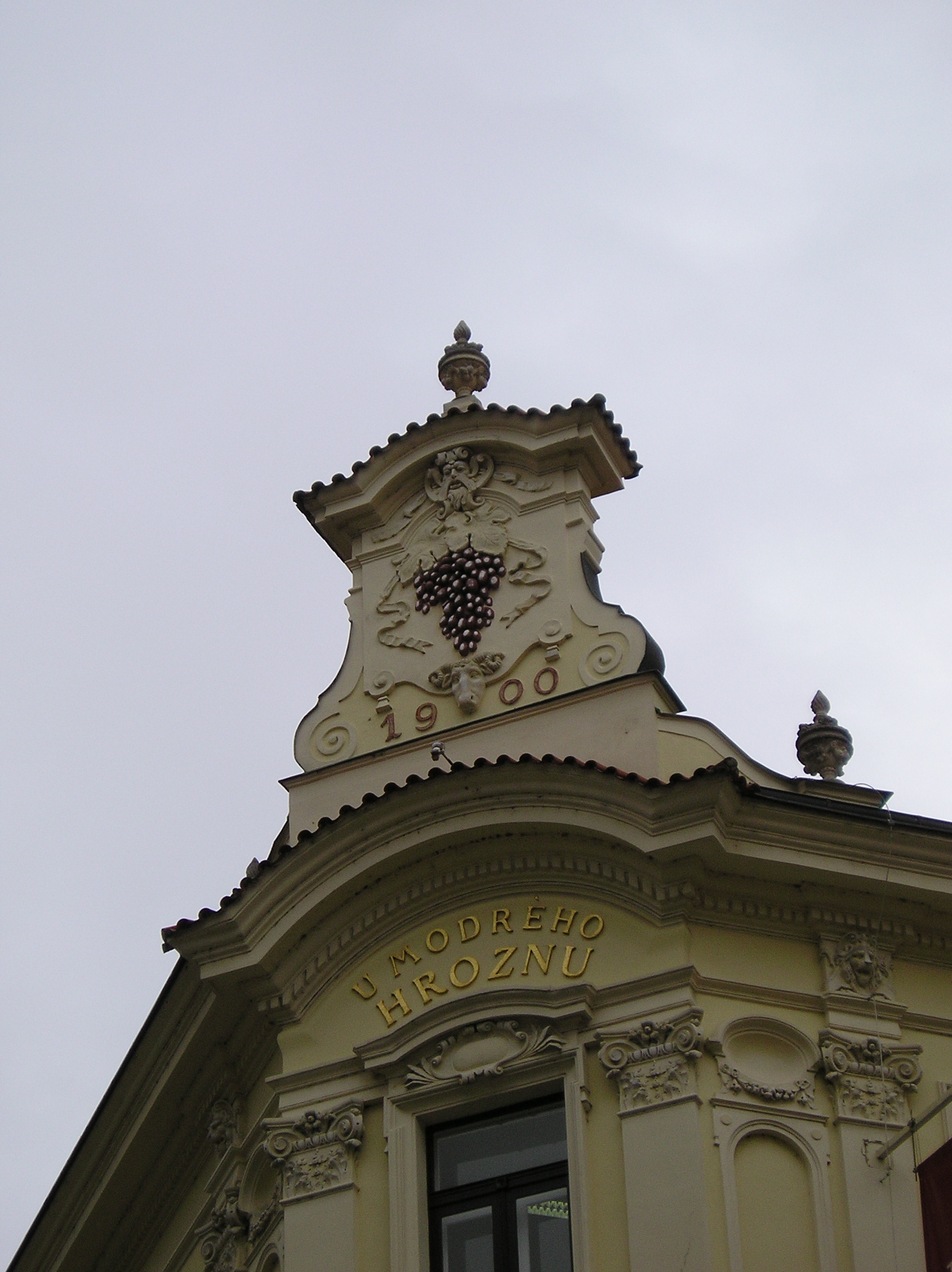
مدينة براغ.
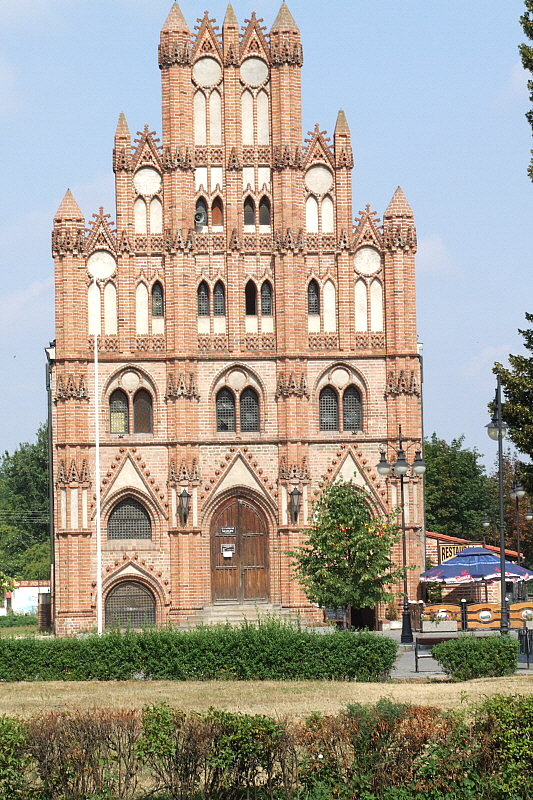
واجهة مجلس المدينة الأمامية في شوجنا في بولندا.
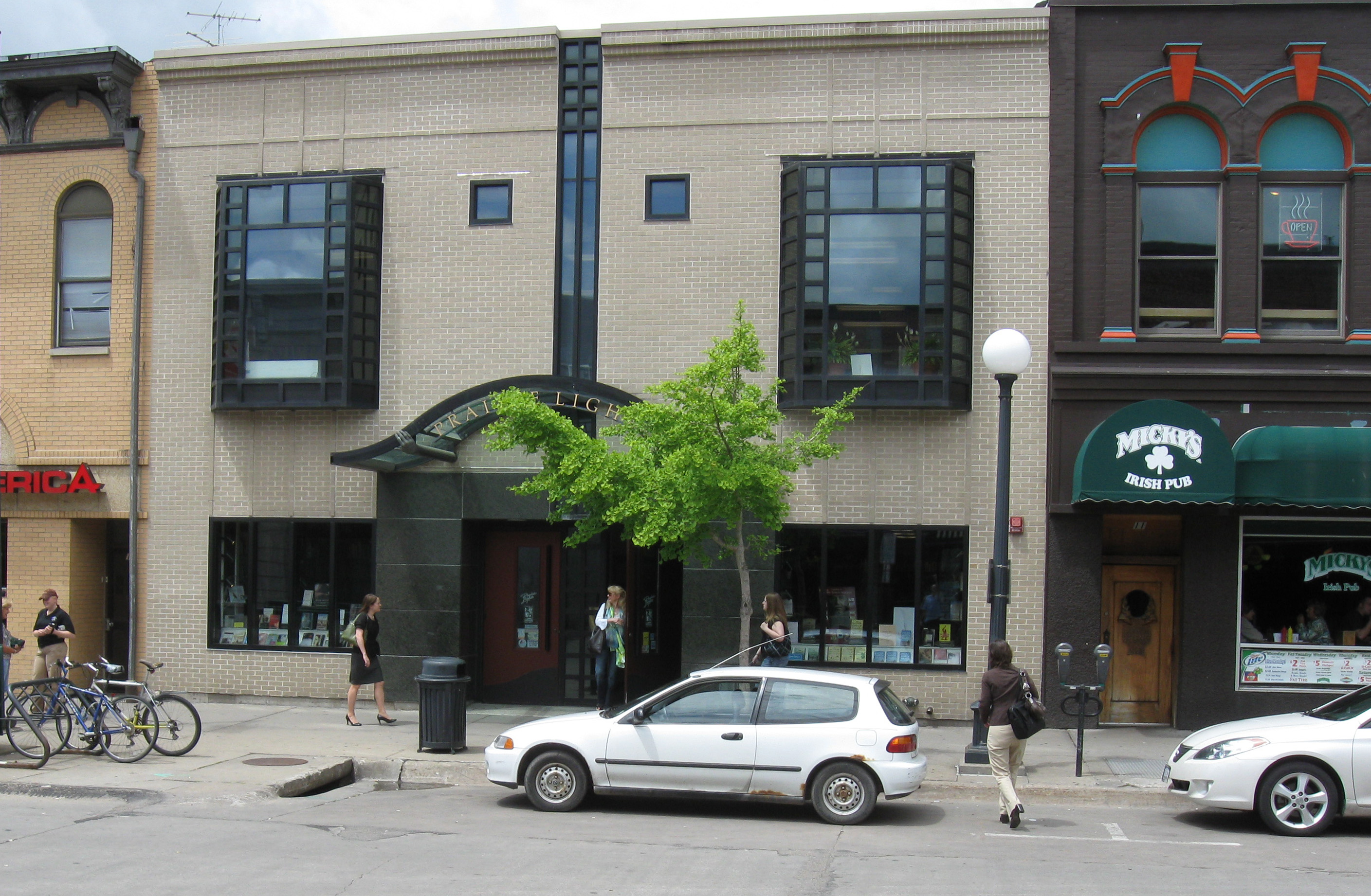
مكتبة برايري لايتس في مدينة آيوا سيتي، واجهة أمامية مصممة في صورة وجه بشري.
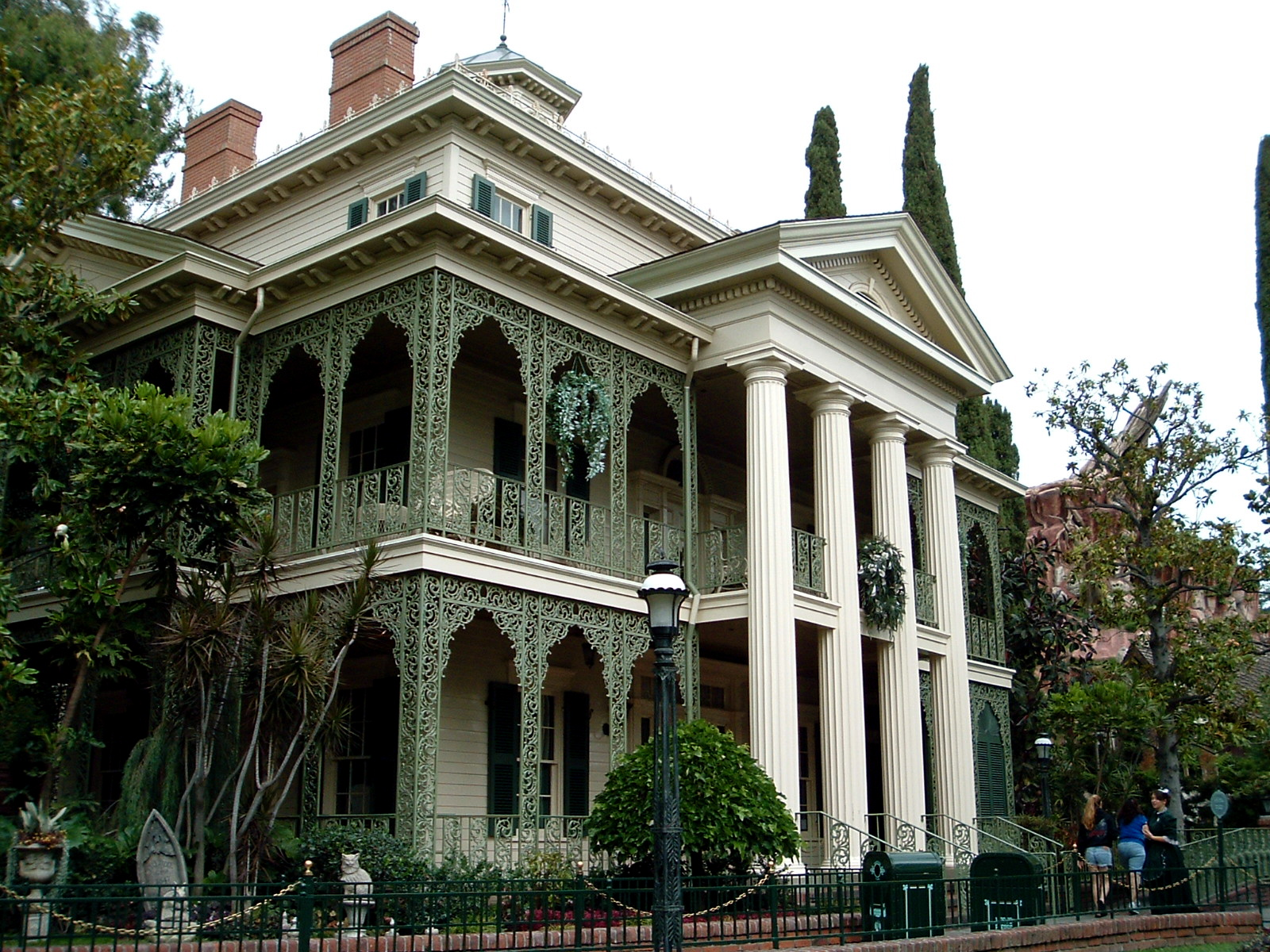
مبنى المنزل المسكون في ديزني لاند يتكون من مبنى وواجهة بمقدمته وتقع غالبية الألعاب خارج الحديقة في مبنى متصل.

## المعنى التصويري
يمكن استخدام الكلمة كـ صورة بلاغية لوصف «الوجه» الذي يظهره بعض الأشخاص للآخرين بشكل يتعارض مع حقيقة ما بداخلهم أو حقيقة ما يفعلونه.

## كتابات أخرى
- Poole، Thomas (1913). "Façade". الموسوعة الكاثوليكية. نيويورك: شركة روبرت أبيلتون. The article outlines the development of the façade in ecclesiatical architecture from the early Christian period to the Renaissance.